# Hermann Borgmann

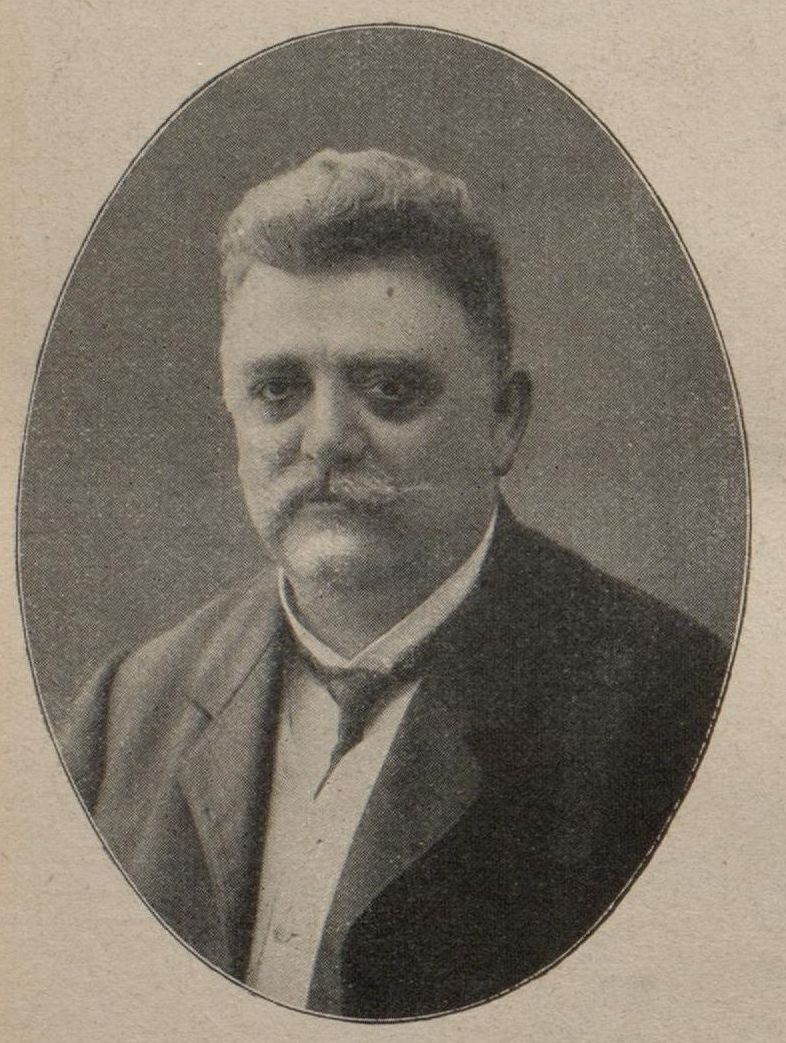
Hermann Borgmann

Hermann Borgmann (* 14. November 1855 in Schkeuditz; † 16. April 1911 in Berlin) war ein deutscher Kaufmann und SPD-Fraktionsvorsitzender im Preußischen Abgeordnetenhaus.

## Leben
Borgmann war ein Sohn eines Tischlers und besuchte eine Volksschule in Gohlis bei Leipzig. Nach Wanderjahren und Militärdienst arbeitete er in Leipzig als Hutmachergeselle. Er trat der Gewerkschaft und der SPD bei. 1888 siedelte er nach Berlin um und wurde 1891 Gesellschafter und Leiter der genossenschaftlichen „Deutschen Hutfabrik“ Berlin. Bei der Wahl 1892 wurde Borgmann in die Berliner Stadtverordnetenversammlung gewählt, der er bis zu seinem Tod angehörte. Ab 1898 betrieb er einen Hüte- und Mützengroßhandel.
Bei der Wahl zum Preußischen Abgeordnetenhaus im Juni 1908 wurden erstmals sieben Sozialdemokraten gewählt, das waren Borgmann, Hugo Heimann, Paul Hirsch, Adolph Hoffmann, Robert Leinert, Karl Liebknecht und Heinrich Ströbel. Borgmann vertrat den Wahlkreis Berlin 5 im Parlament und wurde sofort Vorsitzender der SPD-Fraktion. Auf dem Magdeburger Parteitag der SPD im September 1910 hielt er das Referat zur „Wahlrechtsfrage“. Nach schwerer Erkrankung starb er 1911, sein Nachrücker im Parlament wurde daraufhin Julian Borchardt, Fraktionsvorsitzender wurde Paul Hirsch.
Anfangs evangelisch, war er später konfessionslos.